# Лесин кадуб
«Лесин кадуб» — молодіжна літературна студія, створена восени 1967 року при редакції луцької газети «Молодий ленінець» (нині — «Віче-інформ»). З 2000 року має статус Волинської обласної організації творчої молоді.

## Назва
«Лесин кадуб» — назва джерела й криниці біля садиби письменниці Лесі Українки в селі Колодяжне (Ковельський район, Волинь).

## Творча біографія літстудії
Після заснування студії на її засідання з'їжджалися молоді письменники майже з усієї Волинської області. Серед відомих літстудійців: Іван Чернецький, Михайло Пронько, Віктор Лазарук, Петро Мах, Лукаш Назарчук, Іван Пукля, Волдодимир Бондарук, Федір Степанюк, Володимир Бич, Віра Омелянчук,Ніна Горик, Віктор Вербич, Андрій Криштальський, Ігор Павлюк, Клава Корецька, Надія Гуменюк, Валентина Штинько, Володимир Лис та десятки інших цікавих особистостей. Студію очолював Йосип Струцюк, пізніше — Василь Гей.

На засіданні літературної студії. 2005 рік.
Зліва направо: Вікторія Литвак, Ганна Луцюк, Оксана Гундер, керівник Йосип Струцюк, Софія Стасюк, Ольга Ляснюк, Марія Марченкова, Олена Пашук, Юлія Хвас і Тетяна Бондар

З 1999 року «Лесин кадуб» відокремився від газети «Віче», а наступного року отримав статус обласної організації творчої молоді. З 2000 року одна за одною вийшли друком збірки Олени Пашук «За поворотом мого погляду», Лілії Гончаревич «Без правил логічного переносу», Оксани Гундер «Фарбую мокрий дощ». У 2003-му бібліотечка «Лесиного кадуба» поповнилася доробками на той час восьмикласниці Ганни Луцюк «В ополонці вербових котиків», десятикласниці Галини Глодзь «Вип'ю тебе до дна», Віталія Ткачука «Упіймаю весну на слові», Ольги Ляснюк «Третє бажання». В 2004-му році вийшла з друку антологія «Лесиного кадуба» «Амплітуда провесни». Того ж року представлено читачам другу збірку Олени Пашук «…і німі оплески» та першу поетичну книгу Ольги Буць «Цей дощ присвячено мені». 2005 року опубліковано твори Наталки Поліщук та Вікторії Литвак у збірках «Забула вимкнути ніч» та «Дощеволію за літом».
Кожного разу на обласному конкурсі «Неповторність» перемагали літстудійці. Відповідно — Галина Глодзь (2003), Олена Пашук (2005), Юлія Хвас (2007), Ганна Луцюк (2009)…
У 2006 році Ольга Ляснюк стала лауреатом 4-ї премії видавництва «Смолоскип». Також того року дебютували дві молодих авторки: Тетяна Бондар збіркою «Святилище воскової ляльки» і Софія Стасюк книжкою «Температура тиші», за котру отримала міжнародну премію ім. Олеся Гончара. Перед тим Галина Глодзь була удостоєна звання лауреата премії ім Василя Симоненка, а Наталка Поліщук стала переможцем всеукраїнського конкурсу «Старшокласник». В бібліотечці «Лесиного кадуба» побачили світ перші поетичні ластівки Еліни Форманюк, Марини Ковальчук, а також нові книжки Ольги Ляснюк і Олени Пашук. Остання стала в 2007 році лауреатом 3-ї премії видавництва «Смолоскип» за збірку поезій. У цьому ж році твори восьми учасників «Лесиного кадуба» були надруковані в часописі «Київська Русь» (випуск «Велика Волинь»). Побачила світ дебютна збірка поезій Юлії Хвас «Поділюся кольором з квітами», а Тетяна Бондар перемогла в конкурсі «Гранослов». До 40-річчя літстудії видана антологія «13х13». В тому ж році побачила світ збірка Оксани Гундер «Двері».
У 2008-му вийшла друга збірка Ганни Луцюк «Імпровізація русалки» і Вікторії Литвак «Кишеньковий день», дебютувала Марійка Марченкова книжкою «Слідами неталих снігів». Також 2008 року Олена Пашук здобула гран-прі Всеукраїнського літературного конкурсу «Просто так», а трохи пізніше стала лауреатом премії НСПУ «Благовіст». У номінації «літературознавство і критика» на літконкурсі «Просто так» стала лауреатом Ольга Ляснюк.
Твори восьми учасниць літстудії були надруковані у Всеукраїнській антології «Літпошта». Твори двох авторів «Лесиного кадуба» — Олени Пашук і Ольги Ляснюк — увійшли до антології поезії двотисячників «Дві тонни».
Члени «Лесиного кадуба» є одними з головних учасників літературних читань фестивалю «Бандерштат».
Врешті-решт про нове покоління волинських літстудійців під керівництвом Й. Г. Струцюка почали говорити на всеукраїнському рівні. Волинську літстудію не раз згадували на всеукраїнських творчих семінарах, нарадах і з'їздах як про «літературне диво», «літературний феномен», «волинську школу». Згадаймо хоча би слова незмінного керівника всеукраїнських семінарів і нарад, лауреата Шевченківської премії Василя Герасим'юка:

| «Ця група юних письменниць наче прийшла на зміну львівським поетесам, які звернули на себе увагу десятиліття тому, і сьогодні без Маріанни Кіяновської і Мар'яни Савки розмова про нашу поезію вже не відбудеться. Думаю, що ми прийдемо до висновку, що й без Олени Пашук та Галини Глодзь також картина буде неповною» |
Сьогодні вже можна було б назвати і інші імена, без яких «картина було б неповною».